# Schedegeelster
De schedegeelster (Gagea spathacea) is een bolgewas dat behoort tot de leliefamilie (Liliaceae). Het is een plant van tamelijk vochtige en matig voedselrijke grond in loofbossen en tussen het hakhout. De plant komt van nature voor in de gematigde streken van het noordelijk halfrond. In Nederland komt de plant voor in het oosten van het land. De soort staat op de Nederlandse Rode lijst van planten van 2012 als zeldzaam en sinds 1950 stabiel of toegenomen. In België wordt de plant beschouwd als zeer zeldzaam. 

## Naamgeving
De wetenschappelijke naam van de soort werd, samen met de eerste beschrijving ervan, in 1797 als Ornithogalum spathaceum gepubliceerd door Friedrich Gottlob Hayne. Toen Richard Anthony Salisbury in 1806 het geslacht Gagea voorstelde, nam hij de soort daarin op als Gagea spathacea.

## Kenmerken
De plant wordt 10-25 cm hoog en heeft twee peervormige bollen die door een gezamenlijke huid omsloten worden, er zijn vaak broedbolletjes bij aanwezig.
De twee, tot 1,5 mm brede, grondstandige, lijnvormige bladeren zijn buisvormig en met kleurloos merg gevuld. Het enige schutblad onder de bloeiwijze vormt om de stengel een schede, vandaar de naam schedegeelster.
De schedegeelster bloeit in april en mei met meestal één tot drie (zelden tot vijf) gele bloemen. De bloemdekbladen hebben een stompe of samengetrokken top. De bloemstelen en bloemdekbladen zijn kaal. De bloeiwijze is een schijnscherm. De plant komt echter lang niet altijd tot bloei.
De vrucht is een doosvrucht. Zaadzetting is uiterst zeldzaam; de soort plant zich (vrijwel) uitsluitend voort door vegetatieve vermeerdering, in dit geval door de productie van broedbolletjes. De soort is nonaploïd: het chromosoomaantal is 2n = 9×12 = 108. Mogelijk is de soort ontstaan uit een kruising van twee andere Gagea-soorten.